# Álvaro III van Kongo
Álvaro III Nimi a Mpanzu, ook wel Álvaro III Mbiki a Mpanzu genoemd, regeerde als Mwene Kongo over het Koninkrijk Kongo van augustus 1615 tot 4 mei 1622. Voor zijn koningschap diende hij als hertog van Mbamba. Net als zijn voorganger, Bernardo II, was hij de zoon van koning Álvaro II. Álvaro III was de vierde heerser uit het Huis Kwilu, opgericht door koning Álvaro I. Bij zijn overlijden in 1622 was zijn zoon Ambrósio te jong om koning te worden. De edelen kozen daarom de hertog van Mbamba als opvolger, waarmee de korte dynastie van het Huis Nsundi begon.

## Heerschapij
Álvaro III formaliseerde de oprichting van een jezuïetencollege in São Salvador rond 1619. In de jaren 1610 verslechterden de betrekkingen tussen de Nederlanders en Kongo nadat de koning de sluiting van een Nederlandse fabriek in Soyo had afgedwongen. Gedurende zijn regering werden de betrekkingen met de Nederlanders hersteld als een middel om de Portugese expansie in de regio tegen te werken. In 1621 werden de Nederlandse fabrieken in Soyo opnieuw geopend.